# Koupéla (Sabou)
Pour les articles homonymes, voir Koupéla.
Ne doit pas être confondu avec Koupéla (Koupéla).
Koupéla est une localité située dans le département de Sabou de la province du Boulkiemdé dans la région Centre-Ouest au Burkina Faso.

## Géographie
La commune est traversée par la route nationale 1.

## Éducation et santé
Le village possède une école primaire publique et un centre d'alphabétisation.